# 도요아키촌 (아이치현 니와군)
도요아키촌(豊秋村)은 일본 아이치현 니와군에 설치되었던 촌이다. 현재의 이와쿠라시의 남동부에 해당한다.